# المقاتل المتنقل جي جاندام

GOD GUNDAM

المقاتل المتنقل جي جاندام (機動武闘伝Gガンダム كيدو بُتودن جي جاندامو) هو مسلسل أنمي جاندام تم إنتاجه من قبل سنرايز في العام 1994 ويتكون من 49 حلقة، هو أول مسلسل جاندام الذي خرج عن الإطار الجاندامي المعتاد في القصة بل سلكت القصة مجرى آخر غير وقوع النزاعات بين المستعمرات الفضائية وقوات الأرض كان Victory Gundam هو آخر جزء من ضمن التسلسل الزمني الأصلي لأجزاء الجاندام الأولية والتي يسمى زمنها بـ UC اختصاراً لـ Universal Century، تقع أحداث G Gundam وهو (اختصار لكلمة GOD Gundam) في زمن القرن المستقبلي F.C اختصاراً لـ Future Century، تبدأ أحداث G Gundam في سنة F.C 60 وهاجر معظم البشر من الأرض إلى مستعمرات فضائية وكل دولة لها مستعمرة فضائية خاصة بها ولتجنب النزاعات والحروب ومنعها بين المستعمرات بخصوص الهيمنة على الأمم اتفقت المستعمرات على بطولة تقام كل 4 سنوات ويشترط على كل دولة تريد السيطرة على حكم المستعمرات ان ترسل مقاتل جاندام يمثلها في البطولة على الأرض وتبدأ معركة مقاتلي الجاندام الممثلين لدولهم حتى يظل آخر جاندام بعد ذلك ستكون دولته قادرة على الحصول على حقوق السيادة على كل الأمم لـ 4 سنين إلى أن تقام بطولة أخرى ليتم تحديد الدولة الحديثة، وقد اختير بطل المسلسل دومون كاشو لتمثيل Neo Japan في البطولة رقم 13 ولكن غرض دومون الحقيقي من تمثيله لدولته والذهاب إلى الأرض هو البحث عن أخيه الذي اختفى بغموض في حادثة حدثت في Neo Japan ولتحرير أبوه الذي جمدته الحكومة كعقاب على قضية ارتكبها في صنع الـ Devil Gundam ويجب على دومون القتال والفوز بالبطولة.

## معلومات عامة عن G Gundam
الاسم : Mobile Fighter G Gundam
الاستديو : Sunrise
سنة الإنتاج : 1994
سنة الانتهاء : 1995
التصنيف العمري : +12
عدد الحلقات : 49
مدة الحلقة : 23 دقيقة
مدير الإنتاج : Yasuhiro Imagawa
الموسيقار : Kouhei Tanaka
الفكرة الأصلية (الذي اخترع الجاندام) : Yoshiyuki Tomino - Hajime Yatate
مصمم الشخصيات : Hiroshi Osaka (من أهم أعماله الحديثة Rahxephon)
مصمم الميكا (الروبوتات) : Hajime Katoki
أغنية البداية : Flying In The Sky (من الحلقة 1-25)
أغنية البداية رقم 2 : Trust You Forever (من الحلقة 26-49)
أغنية النهاية : Deeper Than The Ocean (من 1-25)
أغنية النهاية رقم 2 : The Eternity in You (من 26-49)

## روابط خارجية
- المقاتل المتنقل جي جاندام على موقع IMDb (الإنجليزية)
- المقاتل المتنقل جي جاندام على موقع كينوبويسك (الروسية)
- المقاتل المتنقل جي جاندام على موقع ألو سيني (الفرنسية)
- المقاتل المتنقل جي جاندام على موقع قاعدة بيانات الفيلم (الإنجليزية)
- المقاتل المتنقل جي جاندام على موقع ANN anime (الإنجليزية)
- المقاتل المتنقل جي جاندام على موقع ANN manga (الإنجليزية)